# Dawid Żebrowski
Dawid Żebrowski (* 8. Januar 1997 in Racibórz) ist ein polnischer Hürdenläufer, der sich auf die 110-Meter-Distanz spezialisiert hat.

## Sportliche Laufbahn und Leben
Erste internationale Erfahrungen sammelte Dawid Żebrowski im Jahr 2013, als er bei den Jugendweltmeisterschaften in Donezk das Halbfinale erreichte und dort mit 13,88 s ausschied. Im Jahr darauf schied er bei den Juniorenweltmeisterschaften in Eugene mit 14,04 s in der ersten Runde aus und nahm anschließend an den Olympischen Jugendspielen in Nanjing teil, bei denen er in 13,71 s den sechsten Platz belegte. 2016 wurde er bei den U20-Weltmeisterschaften in Bydgoszcz in 13,45 s Fünfter, wie auch bei den U23-Europameisterschaften ebendort im Jahr darauf in 13,90 s. 2018 nahm er im 60-Meter-Hürdenlauf an den Hallenweltmeisterschaften in Birmingham teil, scheiterte dort aber mit 8,32 s in der ersten Runde. 2019 klassierte er sich bei den U23-Europameisterschaften in Gävle in 13,90 s auf dem sechsten Platz.

## Persönliche Bestleistungen
- 110 m Hürden: 13,69 s (+1,1 m/s), 12. Juli 2019 in Gävle
  - 60 m Hürden (Halle): 7:77 s, 4. Februar 2018 in Spała